# Plusioglyphiulus cavernicolus
Plusioglyphiulus cavernicolus är en mångfotingart som beskrevs av Filippo Silvestri 1923. Plusioglyphiulus cavernicolus ingår i släktet Plusioglyphiulus och familjen Glyphiulidae. Inga underarter finns listade i Catalogue of Life.